# 대신동 (대구)
대신동(大新洞)은 대한민국 대구광역시 중구의 행정동이자 법정동이다.

## 개요
한강 이남의 최대이자 역사와 전통이 있는 지역경제의 대표 전통 시장인 서문시장이 위치한 상가지역으로 상권의 영향으로 과다한 유동인구의 집산 현상이 있으며 교통 등 행정수요를 다량 유발하는 번잡한 지역이다.

## 유래
1920년에 서문 밖인 천황당 못자리로 옮긴 뒤부터 시장이름을 서문 시장이라고 불렀다. 시장 주위로 새로운 동네가 형성되었고, 동네의 이름을 짓기 위해 '큰장'이라는 말에서 큰 대(大)를 따오고 '새로 생긴 동네'라는 말에서 신(新)을 따와 이 지역을 대신동(大新洞)이라 불렀다
- ~1894년 대구도호부 동상면 신동, 남성리 각 일부
- 1895년 ∼ 1896년 대구부 대구군 서상면 전동, 후동 각 일부
- 1896년 ∼ 1909년 경상북도 대구군 서상면 전동, 후동 각 일부
- 1910년 경상북도 대구군 서상면 전동, 후동 각 일부
- 1911년 ∼ 1947년 대구부 신정
- 1947년 4월 1일 대구부 대신동으로 개칭
- 1949년 8월 15일 대구시 대신동
- 1953년 4월 1일 출장소제 실시로 대구시 종로출장소 대신동
- 1963년 1월 1일 구제 실시로 대구시 중구 대신동
- 1975년 10월 1일 서구 내당동 일부 편입 대신1, 2동 분할
- 1981년 7월 1일 직할시 승격으로 대구직할시 중구 대신1동 및 대신2동
- 1995년 1월 1일 광역시 개칭으로 대구광역시 중구 대신1동 및 대신2동
- 1998년 1월 1일 대신1.2동을 대신동으로 통합

## 교육
- 계성초등학교
- 계성중학교